# جیمز دوهان
جیمز دوهان (انگلیسی: James Doohan؛ زاده ۳ مارس ۱۹۲۰ درگذشته ۲۰ ژوئیهٔ ۲۰۰۵) یک فیلم‌نامه‌نویس، و هنرپیشه اهل کانادا بود. وی بین سال‌های ۱۹۵۲ تا ۲۰۰۵ میلادی فعالیت می‌کرد.
از فیلم‌ها یا مجموعه‌های تلویزیونی که وی در آن‌ها نقش داشته است، می‌توان به نایت رایدر ۲۰۰۰، پیشتازان فضا: نسل‌ها و اسلحه پر ۱ اشاره نمود.